# SkyExpress (Rusland)
SkyExpress of Sky Express (Russisch: Скай Экспресс; Skaj Ekspress) is de eerste Russische lagekostenluchtvaartmaatschappij. De maatschappij heeft haar thuisbasis op de Moskouse Luchthaven Vnoekovo. Het bedrijf richt zich op de binnenlandse Russische markt. 
Op 29 januari 2007 maakte de maatschappij haar eerste vlucht, tussen Moskou en Sotsji. 
De EBRD heeft een belang van 20% genomen in de aandelen van het bedrijf. Andere investeerders zijn de Russische luchtvaartmaatschappij KrasAir en een groot aantal kleinere private investeerders.
De prijzen werden door mede-eigenaar algemeen directeur Boris Abramovitsj van KrasAir in januari 2007 gesteld op gemiddeld 40% onder de normale vliegtarieven, waarbij de goedkoopste tickets ongeveer 500 roebel (± 15 euro) moesten gaan kosten.

## Bestemmingen
In november 2010 werden de volgende bestemmingen aangeboden:
- Anapa (Anapa Airport)
- Jekaterinenburg (luchthaven Koltsovo)
- Kaliningrad (luchthaven Chrabrovo)
- Krasnodar (Krasnodar International Airport)
- Moermansk (luchthaven Moermansk)
- Moskou (luchthaven Vnoekovo)
- Oefa (Ufa International Airport)
- Perm (Bolshoye Savino Airport)
- Rostov aan de Don (luchthaven Rostov aan de Don)
- Sint-Petersburg (luchthaven Poelkovo)
- Sotsji (luchthaven Adler-Sotsji)
- Tjoemen (luchthaven Rosjtsjino)
- Tsjeljabinsk (Chelyabinsk Airport)

Daarnaast verzorgt SkyExpress chartervluchten naar het buitenland.

## Vloot
Op 16 april 2009 had de maatschappij de volgende toestellen:
- 3 Boeing 737-300
- 6 Boeing 737-500